# Абель, Кристофер
Кристофер Абель FRS FRSC FMedSci (англ. Christopher Abell; 11 ноября 1957 — 26 октября 2020) — британский химический биолог. Был профессором биологической химии на химическом факультете Кембриджского университета и научным сотрудником колледжа Тодд-Хэмид в Кембридже. После его избрания в Королевское общество в 2016 году общество охарактеризовало его исследование как «изменившее лицо процесса поиска лекарств».

## Образование
Абель получил высшее образование в колледже Св. Иоанна в Кембридже, получив степень бакалавра естественных наук в 1979 году, а затем докторскую степень по теме биосинтеза поликетидов проводя исследования под руководством Джеймса Стонтона в 1982 году.

## Карьера и исследования
Абель проводил научную стажировку в лаборатории Дэвида Кейна в Брауновском университете, Провиденс, США, где изученал биосинтез терпенов (1982-83) . В 1984 году Абель поступил на химический факультет Кембриджского университета, последовательно занимая должности демонстратора, лектора и ридера по химической биологии, а в 2002 году стал профессором биологической химии. Он занимал должности приглашенных профессоров в Австралийском национальном университете в Канберре, университете Сантьяго-де-Компостела, университете Кентербери, Крайстчерч, и университете Пола Сабатье, Тулуза. Он работал научным сотрудником колледжа Христа в Кембридже с 1986 г.; и был научным сотрудником колледжа Тодд-Хэмид. В 2013 году он был назначен первым директором по постдокторской работе в Кембриджском университете, а в 2016 году был назначен проректором по исследованиям.
Абель опубликовал более 200 статей. Его исследовательские интересы включают биосинтез витаминов и аминокислот как цели для рационального дизайна противомикробных препаратов; фрагментарные подходы к ингибированию ферментов; бактериальные и растительные рибопереключатели; реакции в микрокаплях, и биологические нанотехнологии. Среди его бывших докторантов — Шанкар Баласубраманиан.

### Коммерческая деятельность
Абелл был соучредителем нескольких компаний. В 1999 году он стал соучредителем Astex Technology Ltd, которая использует технологию поиска лекарств на основе фрагментов для открытия терапевтических средств. В 2001 году он стал соучредителем компании Akubio, которая разработала биосенсоры для обнаружения бактерий и вирусов; она была куплена компанией Inverness Medical Innovations в 2008 году. В 2010 году он стал соучредителем Sphere Fluidics для разработки технологии микрокапель. В 2012 году он стал соучредителем Aqdot, компании, разрабатывающей новую технологию микрокапсулирования.

## Личная жизнь
В 1981 году Абель женился на Кэтрин Абель, которая работала с ним на химическом факультете Кембриджа; у них родился сын. Кристофер Абель внезапно скончался 26 октября 2020 года.

## Награды и признание
Его награды включают премию Imperial Chemical Industries (ICI) в области органической химии в 1992 г.,, премию Хикинботтома Королевского химического общества и премию научного фонда Ямада . В 2008 году он был лектором MIT Novartis., а в 2011 году был международным научным сотрудником BIC в Университете Кентербери, Крайстчерч, Новая Зеландия. Он был избран стипендиатом Академии медицинских наук (FMedSci) в 2012 году и членом Королевского общества (FRS) в 2016 году.

## Избранные работы
- Ciulli, Alessio; Abell, Chris (2007). Fragment-based approaches to enzyme inhibition. Current Opinion in Biotechnology. 18 (6): 489–496. doi:10.1016/j.copbio.2007.09.003. ISSN 0958-1669. PMC 4441723. PMID 17959370.
- Blundell, Tom L.; Jhoti, Harren; Abell, Chris (2002). High-throughput crystallography for lead discovery in drug design. Nature Reviews Drug Discovery. 1 (1): 45–54. CiteSeerX 10.1.1.538.3976. doi:10.1038/nrd706. ISSN 1474-1784. PMID 12119609.
- From Microdroplets to Microfluidics: Selective Emulsion Separation in Microfluidic Devices[13]
- Huebner, A.; Srisa-Art, M.; Holt, D.; Abell, C.; Hollfelder, F.; deMello, A. J.; Edel, J. B. (2007). Quantitative detection of protein expression in single cells using droplet microfluidics. Chemical Communications (12): 1218–20. doi:10.1039/b618570c. ISSN 1359-7345. PMID 17356761.
- Kerbarh, Olivier; Ciulli, Alessio; Chirgadze, Dimitri Y.; Blundell, Tom L.; Abell, Chris (2007). Nucleophile Selectivity of Chorismate-Utilizing Enzymes. ChemBioChem. 8 (6): 622–624. doi:10.1002/cbic.200700019. ISSN 1439-4227. PMID 17335098.
- Howard, Nigel; Abell, Chris; Blakemore, Wendy; Chessari, Gianni; Congreve, Miles; Howard, Steven; Jhoti, Harren; Murray, Christopher W.; Seavers, Lisa C. A.; van Montfort, Rob L. M. (2006). Application of Fragment Screening and Fragment Linking to the Discovery of Novel Thrombin Inhibitors†. Journal of Medicinal Chemistry. 49 (4): 1346–1355. doi:10.1021/jm050850v. ISSN 0022-2623. PMID 16480269.
- Bruckbauer, Andreas; Zhou, Dejian; Kang, Dae-Joon; Korchev, Yuri E.; Abell, Chris; Klenerman, David (2004). An Addressable Antibody Nanoarray Produced on a Nanostructured Surface. Journal of the American Chemical Society. 126 (21): 6508–6509. doi:10.1021/ja0317426. ISSN 0002-7863. PMID 15161251.
- Bulloch, Esther M. M.; Jones, Michelle A.; Parker, Emily J.; Osborne, Andrew P.; Stephens, Elaine; Davies, Gareth M.; Coggins, John R.; Abell, Chris (2004). Identification of 4-Amino-4-deoxychorismate Synthase as the Molecular Target for the Antimicrobial Action of (6S)-6-Fluoroshikimate. Journal of the American Chemical Society. 126 (32): 9912–9913. doi:10.1021/ja048312f. ISSN 0002-7863. PMID 15303852.
- Webb, Michael E.; Stephens, Elaine; Smith, Alison G.; Abell, Chris (2003). Rapid screening by MALDI-TOF mass spectrometry to probe binding specificity at enzyme active sites. Chemical Communications (19): 2416–7. doi:10.1039/b308182f. ISSN 1359-7345. PMID 14587709.
- Cooper, Matthew A.; Dultsev, Fedor N.; Minson, Tony; Ostanin, Victor P.; Abell, Chris; Klenerman, David (2001). Direct and sensitive detection of a human virus by rupture event scanning. Nature Biotechnology. 19 (9): 833–837. doi:10.1038/nbt0901-833. ISSN 1087-0156. PMID 11533641.
- Albert, Armando; Dhanaraj, Venugopal; Genschel, Ulrich; Khan, Ghalib; Ramjee, Manoj K.; Pulido, Rosaline; Sibanda, B. Lynn; Delft, Frank von; Witty, Michael; Blundell, Tom L.; Smith, Alison G.; Abell, Chris (1998). Crystal structure of aspartate decarboxylase at 2.2 Å resolution provides evidence for an ester in protein self–processing. Nature Structural Biology. 5 (4): 289–293. doi:10.1038/nsb0498-289. ISSN 1072-8368. PMID 9546220.
- Mahapatro, Mrinal; Gibson, Christopher; Abell, Chris; Rayment, Trevor (2003). Chiral discrimination of basic and hydrophobic molecules by chemical force spectroscopy. Ultramicroscopy. 97 (1–4): 297–301. doi:10.1016/S0304-3991(03)00055-X. ISSN 0304-3991. PMID 12801683.